# Stegny (gromada)
Stegny – dawna gromada, czyli najmniejsza jednostka podziału terytorialnego Polskiej Rzeczypospolitej Ludowej w latach 1954–1972.
Gromady, z gromadzkimi radami narodowymi (GRN) jako organami władzy najniższego stopnia na wsi, funkcjonowały od reformy reorganizującej administrację wiejską przeprowadzonej jesienią 1954 do momentu ich zniesienia z dniem 1 stycznia 1973, tym samym wypierając organizację gminną w latach 1954–1972.
Gromadę Stegny z siedzibą GRN w Stegnach utworzono – jako jedną z 8759 gromad na obszarze Polski – w powiecie pasłęckim w woj. olsztyńskim na mocy uchwały nr 23 WRN w Olsztynie z dnia 4 października 1954. W skład jednostki wszedł obszar dotychczasowej gromady Bądy ze zniesionej gminy Młynary, a także obszar dotychczasowej gromady Stegny, ponadto miejscowości Anglity, Gulbity i Kajmy z dotychczasowej gromady Anglity oraz miejscowości Łukszty i Kawki z dotychczasowej gromady Łukszty, ze zniesionej gminy Marianka, w tymże powiecie. Dla gromady ustalono 11 członków gromadzkiej rady narodowej.
1 stycznia 1958 do gromady Stegny włączono wsie Marianka, Robity i Kupin, PGR-y Marianka i Robity oraz osadę Zakrzewko ze zniesionej gromady Marianka w tymże powiecie.
31 grudnia 1961 do gromady Stegny włączono wsie Aniołowo, Borzynowo, Leszczyna i Rogowo oraz przysiółek Strugi ze zniesionej gromady Aniołowo w tymże powiecie.
1 stycznia 1972 z gromady Stegny wyłączono części obszarów PGR Robity (46,27 ha) i wsi Robity (10,64 ha), włączając je do miasta Pasłęk w tymże powiecie.
Gromada przetrwała do końca 1972 roku, czyli do kolejnej reformy gminnej.